# 塞爾夫島
塞爾夫島是東非國家塞舌爾的島嶼，位於馬埃島以北4公里，長1.5公里、寬1公里，面積1.27平方公里，最高點海拔高度108米，是狐蝠的棲息地，居民人數約100。
4°38′00″S 55°29′58″E / 4.63333°S 55.49944°E

## 外部連結
- The Islands of the Seychelles
- Beschreibung der Île au Cerf auf spiegel.de （页面存档备份，存于）